# تورستن اسپانبرگ
تورستن اسپانبرگ (به انگلیسی: Torsten Spanneberg) (زادهٔ ۱۳ آوریل ۱۹۷۵) شناگر اهل آلمان است.